# Geranium reinii
Geranium reinii är en näveväxtart som beskrevs av Adrien René Franchet och Paul Amédée Ludovic Savatier. Geranium reinii ingår i släktet nävor, och familjen näveväxter. Inga underarter finns listade i Catalogue of Life.